# Spaull Point
Spaull Point är en udde i Antarktis. Den ligger i Sydorkneyöarna. Argentina och Storbritannien gör anspråk på området.
Terrängen inåt land är lite kuperad. Havet är nära Spaull Point åt sydväst. Trakten är obefolkad. Det finns inga samhällen i närheten. 